# Моя футболиада
«Моя́ футболиа́да» — книга Евгения Евтушенко о советском футболе.
Книга издана в Полтаве, в издательстве ООО «АСМИ», в 2009 году. Тираж — 5 000 экз.

## О книге
Эту книгу Евтушенко начал писать ещё в 1969 году, а закончил 6 апреля 2009 года, таким образом её написание продолжалось 40 лет.
Эта книга о любви автора к советскому футболу, о знаменитых футболистах 50-х и 60-х годов XX века.

## Содержание
- От автора
- Предисловие Владыки Полтавского
- Предисловие Полтавского городского головы
- Футбол по-полтавски
- Играйте в гол!
- Не умирай прежде смерти (отрывки из романа)
- Вместо послесловия
- Краткая биографическая справка об авторе